# Большой широколобик
Большо́й широколо́бик (лат. Pagothenia borchgrevinki) — морская, антарктическая, пелагическая рыба из семейства нототениевых (Nototheniidae) подотряда нототениевидных (Notothenioidei) отряда окунеобразных (Perciformes). Один из двух видов в роде широколобиков (Pagothenia), включающего также малого широколобика (P. brachysoma). Входит в состав подсемейства Трематомины (Trematominae).
Впервые вид был описан как Trematomus brachysoma в 1902 году бельгийско-британским зоологом, ихтиологом и ботаником Жоржем Альбертом Буланже (фр. George Albert Boulenger, 1858—1937) по синтипам, пойманным в заливе Робертса у Земли Виктории в море Сомова. Назван в честь норвежского полярного исследователя Ка́рстена Э́геберга Бо́рхгревинка (норв. Carsten Egeberg Borchgrevink, 1864—1934) — первого человека, ступившего на землю Антарктиды.
Криопелагический (ассоциированный с припайным льдом), прибрежный, циркумполярно-антарктический вид, обитающий в высокоширотной зоне Антарктики на глубинах 0—70 м. Рыба среднего размера, достигающая общей длины 28 см. Согласно схеме зоогеографического районирования по донным рыбам Антарктики, предложенной А. П. Андрияшевым и А. В. Нееловым, ареал вида находится в границах восточноантарктической и западноантарктической провинций гляциальной подобласти Антарктической области.
Может встречаться в уловах разноглубинных и донных тралов, ставных жаберных сетей, а также ловиться на удочку. Является объектом питания хищных рыб и морских птиц.

## Характеристика большого широколобика
В первом спинном плавнике 4—7 гибких колючих лучей, во втором спинном плавнике 34—38 членистых луча; в анальном плавнике 30—35 членистых лучей; в грудном плавнике 23—24 луча; общее число тычинок во внешнем ряду первой жаберной дуги 24—27, из них в нижней части — 16—19, в верхней части — 8. В дорсальной боковой линии 43—52 чешуй, из них обычно первые две — трубчатые, остальные прободённые; медиальная боковая линия короткая, с 8—10 прободёнными чешуями. Поперечных рядов чешуй на теле 78—97. Общее число позвонков 49—54, из них туловищных 18—20 и хвостовых 31—34.
Тело полностью покрыто ктеноидной чешуёй, верх головы голый.
Тело сжатое с боков, невысокое, его высота составляет около 20—25 % стандартной длины тела. Голова слегка сжата дорсовентрально, небольшая, около 24—29 % стандартной длины. Длина рыла примерно равна диаметру орбиты или несколько больше. Рот почти конечный, со слегка выдающейся вперёд нижней челюстью, небольшой, с косой ротовой щелью. Верхняя челюсть выдвижная. Зубы мелкие, щетинковидные. Глаз небольшой — 23—29 % длины головы. Межглазничное пространство довольно широкое — 25—33 % длины головы. Грудные плавники несколько длиннее брюшных плавников. Хвостовой плавник слегка округлый.
Общая окраска тела у живых рыб желтоватая, с тёмной спиной и верхом головы. На боках туловища имеются тёмные пятнышки или узкие косые полосы. Спинные плавники с серией тёмных пятнышек. Хвостовой плавник без поперечных тёмных полос..

## Распространение и батиметрическое распределение
Распространён циркумполярно в окраинных морях Антарктиды — Уэдделла, Лазарева, Рисер-Ларсена, Космонавтов,Содружества, Дейвиса, Моусона, Дюрвиля, Сомова, Росса, у обоих побережий Антарктического полуострова, а также у Южных Шетландских и Южных Оркнейских островов. Встречается в ассоциации в основном с припайным льдом на шельфе у самого берега и иногда над бо́льшими глубинами (до 430 м) в скоплениях антарктического криля (Euphausia superba) в верхнем слое пелагиали от поверхности до глубины 72 м. Чаще встречается в поверхностном горизонте 20—50 м.

## Размеры
Рыба среднего размера, не превышающего 28 см общей длины и массы 250 г.

## Образ жизни
Криопелагический вид, постоянно связанный с нижней поверхностью припайного льда в неритической зоне. Лёд рыбы используют как убежище от хищников, а также для питания, прячущимися в ледяных кавернах и трещинах мелкими ракообразными — копеподами, амфиподами и мелкими эвфаузиевыми.

## Кариотип
Кариотип у большого широколобика представлен мета-, субмета- и акроцентрическими хромосомами с числом хромосомных плеч  NF=52. У самки обнаружено 46 хромосом (2n=46), у самца — 45 хромосом (2n=45)